# 맨체스터 테니스 및 라켓 클럽
맨체스터 테니스 및 라켓 클럽(Manchester Tennis and Racquet Club)은 영국 맨체스터 외곽의 샐퍼드에 본부를 둔 스포츠 클럽이다. 현재까지 그 용도를 유지하고 있는 그레이터맨체스터에서 가장 오래된 스포츠 시설이다.

## 역사
클럽의 역사는 이 건물에서 시작되지 않았다. 1876년 맨체스터 밀러 스트리트에서 시작됐다. 맨체스터의 철도 확장으로 인해 현재 위치로 이전됐다. 마지막 주요 공사는 1925년에 스쿼시 코트가 시설에 추가되면서 이루어졌다.
1996년 1월 21일 잉글리시 헤리티지는 건물에 Grade II 등급을 부여했다.

## 특징
1. 역사와 전통: 클럽은 19세기 후반에 설립되어 오랜 역사를 자랑한다. 전통적인 스포츠 클럽의 분위기를 유지하면서도 현대적인 시설을 갖추고 있다.
2. 스포츠 시설: 클럽은 다양한 코트를 보유하고 있다. 여기에는 실내와 실외 테니스 코트, 라켓볼 코트, 스쿼시 코트 등이 포함된다. 클럽은 회원들이 다양한 라켓 스포츠를 즐길 수 있도록 다양한 코트를 제공하고 있다.
3. 회원제 운영: 맨체스터 테니스 및 라켓 클럽은 회원제로 운영되며, 다양한 회원권 옵션을 제공한다. 회원들은 클럽의 모든 시설을 이용할 수 있으며, 클럽에서 주최하는 다양한 이벤트와 토너먼트에도 참여할 수 있다.
4. 사회적 활동: 클럽은 스포츠 활동 외에도 다양한 사회적 이벤트와 모임을 주최한다. 회원들은 클럽 내에서 네트워킹하고, 친목을 도모할 수 있다.
5. 레슨 및 코칭: 클럽은 모든 연령대와 실력 수준에 맞춘 레슨 프로그램을 제공한다. 전문 코치들이 회원들에게 개인 레슨이나 그룹 레슨을 제공하여 기술 향상에 도움을 준다.
6. 편의 시설: 클럽 내에는 라운지, 바, 레스토랑 등의 편의 시설이 마련되어 있어 스포츠 활동 후 휴식을 취할 수 있다.

### 위치 및 접근성
맨체스터 시내에 위치한 이 클럽은 교통이 편리하며, 대중교통을 이용해 쉽게 접근할 수 있다. 맨체스터의 중심부에 위치해 있어 지역 주민 뿐만 아니라 방문객들도 쉽게 클럽을 방문할 수 있다.

## 참조
1. ↑  Manchester Civic Society. “Anyone For Real Tennis?” (PDF). 2014년 12월 31일에 원본 문서 (PDF)에서 보존된 문서. 2014년 12월 31일에 확인함.
2. ↑  Manchester History.net. “Manchester Tennis and Racquet Club”. 2014년 12월 31일에 확인함.

- http://www.mtrc.co.uk/